# Nordischer Rat
Der Nordische Rat ist ein Forum der nordischen Staaten. Die Parlamente der Staaten wie der autonomen Gebiete entsenden Abgeordnete in den Rat, die dort die Interessen ihrer Nation wahrnehmen und jährlich neu gewählt werden. Gegründet wurde der Rat 1952 von Dänemark, Island, Norwegen und Schweden. Seitdem finden jährliche Treffen statt. Finnland trat dem Rat 1955 bei. Die Arbeit wird in fünf Fachausschüssen koordiniert. Seit 1971 gibt es zusätzlich den Nordischen Ministerrat auf Regierungsebene; der Nordische Rat und Ministerrat haben ein gemeinsames Sekretariat in Kopenhagen. Der Rat konzentriert sich auf kulturelle und politische Zusammenarbeit; militärische und wirtschaftliche Kooperation finden meist im Kontext anderer Organisationen wie der NATO und des Europäischen Wirtschaftsraums statt. Die Arbeitssprachen des Rates und des Ministerrates sind die skandinavischen Sprachen Dänisch, Norwegisch und Schwedisch.

## Geschichte und Aufgaben
1962 wurden die Rechtsgrundlagen im Vertrag über die Kooperation zwischen Dänemark, Finnland, Island, Norwegen und Schweden, auch Vertrag von Helsinki genannt, niedergelegt.
Die Aufgaben des Nordischen Rates bestehen in der Koordinierung und Ausarbeitung von nichtbindenden Empfehlungen für die zwischenstaatlichen Beziehungen der Mitgliedstaaten. Die Regierungen sind dem Nordischen Rat berichtspflichtig.
Die Organe des Nordischen Rates sind die Vollversammlung, bestehend aus allen Mitgliedern des Rates; das Präsidium, bestehend aus einem Präsidenten (wobei die Präsidentschaft zwischen den nordischen Staaten wechselt) und einer in der Geschäftsordnung des nordischen Rates festgelegten Anzahl von Mitgliedern; sowie die ständigen Ausschüsse.
Seit 1971 gibt es zusätzlich den Nordischen Ministerrat, der die Zusammenarbeit der fünf Staaten und drei autonomen Gebieten (Färöer und Grönland gehören zu Dänemark und der Ålandarchipel zählt zu Finnland) auf Regierungsebene unterstützt. Beide Institutionen haben ein gemeinsames Sekretariat in Kopenhagen.
Im Rahmen seiner kulturellen Arbeit lobt der Nordische Rat fünf renommierte Preise aus:
- Literaturpreis des Nordischen Rates
- Musikpreis des Nordischen Rates
- Natur- und Umweltpreis des Nordischen Rates
- Filmpreis des Nordischen Rates
- Kinder- und Jugendliteraturpreis des Nordischen Rates (seit 2013)

## Mitglieder
Die fünf Mitgliedstaaten mit den drei autonomen Gebieten und vier Beobachter sind:
| Staat oder Territorien | Mitgliedschaft        | Parlament    | Status                                    | Beitritts- jahr | Delegierte im Rat |
| ---------------------- | --------------------- | ------------ | ----------------------------------------- | --------------- | ----------------- |
| Dänemark               | Volles Mitglied       | Folketing    | Unabhängiger Staat                        | 1952            | 16                |
| Island                 | Volles Mitglied       | Althing      | Unabhängiger Staat                        | 1952            | 07                |
| Norwegen               | Volles Mitglied       | Storting     | Unabhängiger Staat                        | 1952            | 20                |
| Schweden               | Volles Mitglied       | Riksdagen    | Unabhängiger Staat                        | 1952            | 20                |
| Finnland               | Volles Mitglied       | Eduskunta    | Unabhängiger Staat                        | 1955            | 18                |
| Åland                  | Assoziiertes Mitglied | Lagting      | Autonome Provinz in der Republik Finnland | 1970            | 02                |
| Färöer                 | Assoziiertes Mitglied | Løgting      | Autonomes Land im Königreich Dänemark     | 1970            | 02                |
| Grönland               | Assoziiertes Mitglied | Inatsisartut | Autonomes Land im Königreich Dänemark     | 1984            | 02                |

Die Autonomiegebiete erhielten mit dem Ålandsdokument von 2007 die Möglichkeit einer weitgehend gleichberechtigten Mitgliedschaft im Nordischen Rat.
In Übereinstimmung mit § 13 der Geschäftsordnung hat nur der parlamentarische Rat der Samen, der die gewählten Vertretungen der Samen (Sameting) in Finnland, Norwegen und Schweden repräsentiert, den Status eines Beobachters, und wird in der Arbeit des Rates in Bezug auf samische Themen inkludiert.
In Übereinstimmung mit § 14 der Geschäftsordnung hat der Nordische Jugendrat den Status eines „Gastes“ auf Dauer, und das Präsidium kann „Vertreter von gewählten Gremien und anderen Personen zu einer Sitzung einladen und ihnen das Rederecht“ als Gäste gewähren. Dem Rat zufolge „konnten in den letzten Jahren Gäste anderer internationaler und nordischer Organisationen an den Debatten der Sitzungen teilnehmen. Besucher aus den baltischen Staaten und Nordwestrussland nutzen diese Gelegenheit am häufigsten. Gäste, die eine Verbindung zum diskutierten Thema haben, werden zur Themensitzung eingeladen.“ Der Landtag Schleswig-Holstein besitzt seit 2016 Beobachterstatus. Seit 2022 sind Eka von Kalben (Grüne) und Jette Waldinger-Thiering (Südschleswigscher Wählerverband) als Beobachterinnen entsandt.

### Zusammensetzung
- Nordische Grüne Linke: 10
- Die Sozialdemokratische Fraktion: 24
- Zentrumsfraktion: 24
- Konservative Fraktion: 15
- Nordische Freiheit: 9
- fraktionslos: 4

| Fraktion                         | Mitglieder | Beteiligte Parteien                                               | Beteiligte Parteien                                                     | Beteiligte Parteien                                                        | Beteiligte Parteien                        | Beteiligte Parteien                                               | Beteiligte Parteien                                                     | Beteiligte Parteien                                | Beteiligte Parteien |
| Fraktion                         | Mitglieder | Danemark                                                          | Finnland                                                                | Island                                                                     | Norwegen                                   | Schweden                                                          | Åland                                                                   | Faroer                                             | Gronland            |
| -------------------------------- | ---------- | ----------------------------------------------------------------- | ----------------------------------------------------------------------- | -------------------------------------------------------------------------- | ------------------------------------------ | ----------------------------------------------------------------- | ----------------------------------------------------------------------- | -------------------------------------------------- | ------------------- |
| Die Sozialdemokratische Fraktion | 26         | Socialdemokratiet                                                 | Suomen sosialidemokraattinen puolue                                     | Samfylkingin jafnaðarmannaflokkur Íslands                                  | Arbeiderpartiet                            | Sveriges socialdemokratiska arbetareparti                         | Ålands Socialdemokrater                                                 | Javnaðarflokkurin                                  | Siumut              |
| Zentrumsfraktion                 | 20         | Venstre Radikale Venstre Liberal Alliance                         | Suomen Keskusta Vihreä liitto Svenska folkpartiet Kristillisdemokraatit | Miðflokkurinn Framsóknarflokkurinn Viðreisn Flokkur fólksins Björt framtíð | Senterpartiet Venstre Kristelig Folkeparti | Centerpartiet Kristdemokraterna Liberalerna Miljöpartiet de Gröna | Åländska Centern Liberalerna på Åland Hållbart initiativ Ålands Framtid | Sambandsflokkurin Miðflokkurin Framsókn Sjálvstýri | Demokraatit Atassut |
| Konservative Fraktion            | 16         | Det Konservative Folkeparti                                       | Nationale Sammlungspartei                                               | Unabhängigkeitspartei                                                      | Høyre                                      | Moderata samlingspartiet                                          | Moderat Samling för Åland Obunden Samling                               | Fólkaflokkurin                                     | –                   |
| Nordische Grüne Linke            | 11         | Socialistisk Folkeparti Enhedslisten – De Rød-Grønne Alternativet | Vasemmistoliitto                                                        | Vinstrihreyfingin-grænt framboð                                            | Sosialistisk Venstreparti                  | Vänsterpartiet                                                    | –                                                                       | Tjóðveldi                                          | Inuit Ataqatigiit   |
| Nordische Freiheit               | 09         | Dansk Folkeparti                                                  | Perussuomalaiset                                                        | –                                                                          | –                                          | Sverigedemokraterna                                               | –                                                                       | –                                                  | –                   |
| ohne Fraktionszugehörigkeit      | 05         | Nye Borgerlige                                                    | –                                                                       | –                                                                          | Fremskrittspartiet                         | –                                                                 | –                                                                       | –                                                  | –                   |

Stand: 3. November 2023